# Ernest L. Jahncke

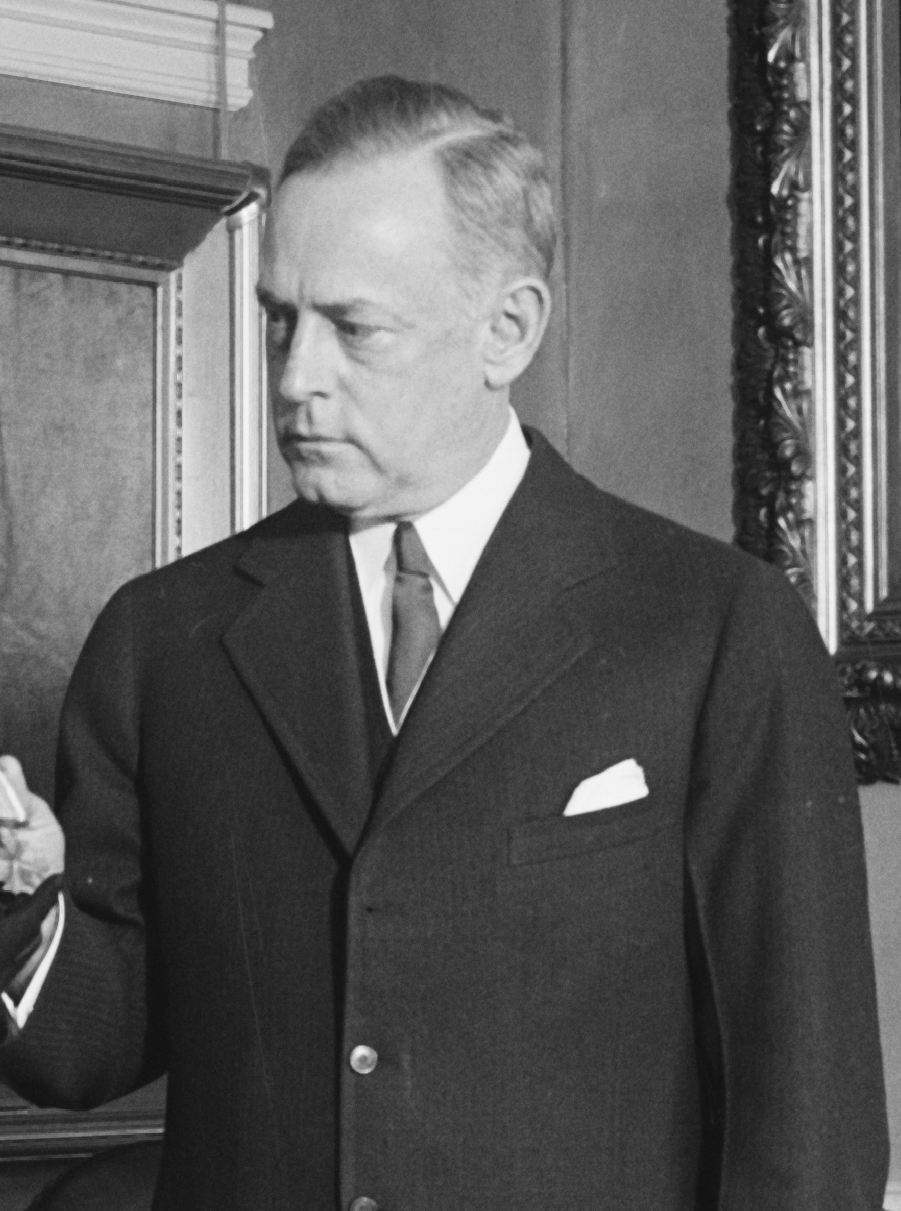
Ernest Lee Jahncke, 1930

Ernest Lee Jahncke (* 13. Oktober 1877 in New Orleans, Louisiana; † 16. November 1960 ebenda) war amerikanischer Unterstaatssekretär der Marine und Mitglied des Internationalen Olympischen Komitees. Vor dem Betrugsskandal 2002 war er das einzige IOC-Mitglied, das jemals ausgeschlossen wurde.

## Leben
Nach dem Studium als Ingenieur an der Tulane University sowie an der Naval Academy trat Jahncke in die Werft seines Vaters (Jahncke Shipbuilding Company) ein. Er war der Ingenieur (Mitglied der American Society of Civil Engineers), der die Deichanlage um New Orleans vom  West End bis zum Spanish Fort baute. Präsident Edgar Hoover ernannte ihn zum Unterstaatssekretär der Marine (1929 bis 1933). Er war Delegierter der Wahlversammlungen der Republikaner. In der Marine wurde der engagierte Segler, der auf seine deutsche Herkunft stolz war, zum Admiral (Commodore) ernannt. Er war Mitglied des Internationalen Olympischen Komitees von 1926 bis 1936. Nach dem Verbot der DJK-Vereine in Deutschland setzte sich der engagierte Katholik für die Verlegung der Olympischen Spiele 1936 von Deutschland weg ein. Er ließ sich in seiner Standhaftigkeit für einen Olympiaboykott weder vom Präsidenten des IOC Henri de Baillet-Latour noch vom Präsidenten des amerikanischen Olympischen Komitees Avery Brundage abbringen. Bei der Sitzung des IOC 1936 in Berlin wurde er aus dem IOC ausgeschlossen, formal korrekt, weil er in den zehn Jahren seiner Mitgliedschaft nur an einer von neun Sitzungen teilgenommen hatte. Da Avery Brundage, der sich sehr für die Teilnahme der amerikanischen Mannschaft an den Nazi-Spielen eingesetzt hatte, als sein Nachfolger gewählt wurde, war es offensichtlich, dass das IOC sich von einem demokratischen Kontrahenten trennen wollte und stattdessen einen autoritären Freund der Nazis vorzog.
Im November 1935 schrieb das amerikanische IOC-Mitglied Jahncke, an den IOC-Präsidenten Baillet-Latour:

„Wenn unser Komitee es gestattet, dass die Spiele in Deutschland stattfinden, dann werden sie nicht mehr die Einheit von körperlicher Kraft und Fairplay versinnbildlichen, denn nichts wird sie mehr von dem Nazi-Ideal der brutalen Kraft unterscheiden.“